# Transverse City
Transverse City è il settimo album in studio del cantautore statunitense Warren Zevon, pubblicato nel 1989.

## Tracce
Tutte le tracce sono di Warren Zevon, eccetto dove indicato.
1. Transverse City (Stefan Arngrim, Zevon) – 4:19
2. Run Straight Down – 4:05
3. The Long Arm of the Law – 3:47
4. Turbulence – 4:08
5. They Moved the Moon – 4:31
6. Splendid Isolation – 4:35
7. Networking (Arngrim, Zevon) – 3:02
8. Gridlock – 4:34
9. Down in the Mall – 4:28
10. Nobody's in Love This Year – 4:17